# Schlacht von Deptford Bridge

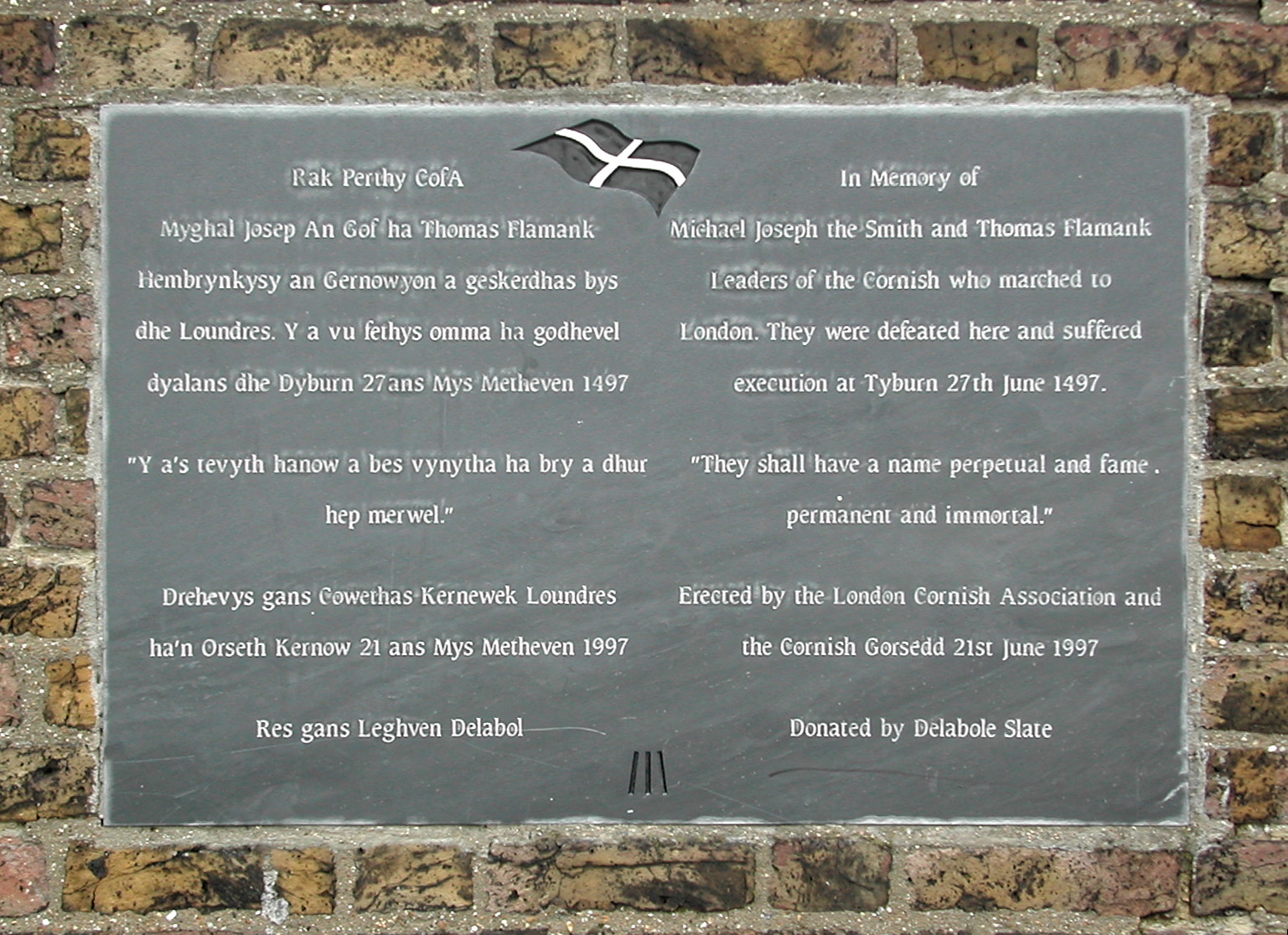
Gedenkplakette in kornischer wie englischer Sprache für Michael Joseph An Gof und Thomas Flamank an der Nordseite des Blackheath-Angers, südöstlich von London, nahe dem Südeingang zum Greenwich Park.

Die Schlacht von Deptford Bridge war das Ende des kornischen Aufstandes von 1497. Sie fand am 17. Juni 1497 in der Nähe des heutigen Deptford im Südosten von London am Fluss Ravensbourne statt. 
Aufständische unter Michael An Gof und Thomas Flamank waren unterstützt von Rebellen aus Somerset unter Lord Audley nach London marschiert, hatten aber nicht die erhoffte Unterstützung aus Kent erhalten.
Die kornischen Rebellen wurden von den Truppen Heinrichs VII. unter Lord Daubeney umzingelt und geschlagen. Im Gegensatz zu den königlichen Truppen waren die Rebellen unzureichend ausgerüstet und verfügten weder über Kavallerie noch über Artillerie. Da sich ein großer Teil der Schlacht auf dem östlichen Ufer des Ravensbourne am Rande des Plateaus von Blackheath abspielte, spricht man manchmal auch von der Schlacht von Blackheath. Die Zahlen der Verluste der beiden Seiten werden unterschiedlich angegeben, doch scheinen die Verluste der englischen Truppen einstellig gewesen zu sein, während von den Aufständischen mindestens 200 getötet wurden. Die Anführer der Rebellen wurden als Hochverräter hingerichtet – Michael An Gof und Thomas Flamank wurden gehängt und gevierteilt, Lord Audley wurde dank seines Adelsranges nur enthauptet. 